# Rossau, Sachsen
Rossau (tyska: [ʁɔˈsaʊ̯]
 ( lyssna)) är en kommun och ort i Landkreis Mittelsachsen i förbundslandet Sachsen i Tyskland. Kommunen har cirka 3 500 invånare.